# Migneauxia
Migneauxia is een geslacht van kevers uit de familie schimmelkevers (Latridiidae).

## Soorten
- M. atrata Johnson, 2007
- M. crassiuscula (Aubé, 1850)
- M. fuscata Johnson, 2007
- M. grandis Dajoz, 1966
- M. lederi Reitter, 1875
- M. mirei Dajoz, 1966
- M. ottoi Johnson, 2006
- M. phili Johnson, 2007
- M. psammeticha (Motschulsky, 1867)
- M. renaudi Dajoz, 1966
- M. subdola Johnson, 1977